# باري دود
باري دود (بالإنجليزية: Barry Dodd)‏ هو رائد أعمال بريطاني، ولد في 2 أكتوبر 1947، وتوفي في 30 مايو 2018 في Aldborough, North Yorkshire ‏ في المملكة المتحدة.